# Грига Іван
Іван Ґриґа (нар. 29 серпня 1879 в селі Верхні Ворота, Березький комітат, Угорське королівство — пом. 18 березня 1939 в урочищі Широке поле (біля смт. Воловець), Угорське королівство — селянин, громадський і просвітянський діяч Карпатської України, посол до сойму Карпатської України.

## Життєпис

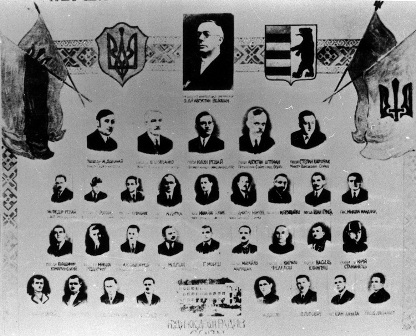
Посли Сойму Карпатської України.
По центру: Президент Карпатської України о. Августин Волошин; Перший ряд зліва направо: Микола Долинай, Юлій Бращайко, Юліян Ревай, Августин Штефан, Степан Клочурак; Другий ряд: Федір Ревай, Степан Росоха, Леонід Романюк, Августин Дутка, Михайло Тулик, Дмитро Німчук, Михайло Бращайко, Іван Грига, Микола Мандзюк; Третій ряд: Володимир Комаринський, Микола Різдорфер, Антон Ернест Олдофреді, Мілош Дрбал, Григорій Мойш, Михайло Марущак, Кирило Феделеш, Василь Климпуш, о. Юрій Станинець; Четвертий ряд: Василь Щобей, Іван Ігнатко, Юрій Пазуханич, Іван Перевузник, Адальберт Довбак, Петро Попович, Іван Качала, Василь Лацанич

Народився Іван Ґриґа 29 серпня 1879 року в селі Верхні Верецьки (тепер Верхні Ворота Воловецького району).
Служив у званні капрал в Австро-Угорській армії в 1912.
Активний учасник громадського життя Воловеччини. Був головою церковної двадцятки в рідному селі та сільської «Просвіти». Брав участь у Всезакарпатському конґресі 21 січня 1919. У 1924 році в рідному селі була збудована дзвіниця церкви Різдва богородиці, за планом який Іван Ґриґа привіз у 1921 році з Риму
У 1925 засновує спортивно-виховне товариства «Орел» у рідному селі.
З 1937 заступник голови крайової «Просвіти», голова села, член Першої (Руської) Центральної Народної Ради. 17 жовтня 1937 року був делегатом від Християнської народної партії на Всепросвітянському з'їзді в Ужгороді.
12 лютого 1939 року обраний делегатом (послом) до Сойму Карпатської України. Повертаючись із засідання Сойму, біля самого Волівця, був заарештований угорськими гонведами. Після жорстоких тортур розстріляний 18 березня 1939 року в урочищі Широке Поле між Волівцем і Яблуново (зараз там селищний смітник!).
Після похорону Івана почалася розправа над рештою січовиків Воловеччини. Забирали на допит у катівнях Нижніх Верецьких і розстрілювали під Бескидом в урочищі Козакова вище села Нова Розтока…